# Rajavallei
Rajavallei, Zweeds- Fins: Rajavuoma, is een dal in het noorden van Zweden. Raja betekent grens. Het dal ligt gemeente Kiruna tussen de rivier de Muonio en de Riksväg 99. Er komt maar weinig verkeer over Riksväg 99. De Muonio is de grens met Finland en de Riksväg 99 ligt ter hoogte van de Rajavallei drie kilometer Zweden in. Het dal bestaat voor een groot deel uit drasland en is door de afgelegen ligging nauwelijks door mensen beïnvloed. De omgeving is dan ook bekend vanwege de planten en dieren, die er voorkomen. De Kuukkavallei ligt aan de overkant van de weg. De grootste plaats in de omgeving Kuttainen ligt op vijf kilometer afstand.
De Rajaberg van 359 meter hoog steekt er boven de omgeving uit en de Rajarivier stroomt door het dal.
afwatering: dal Rajavallei → Rajarivier → Muonio → Torne → Botnische Golf